# Никанор (Надежин)
Епископ Никанор (в миру Николай Алексеевич Надежин (Надеждин); 27 ноября [9 декабря] 1858, Брейтово, Ярославская губерния — 6 [19] ноября 1916, Петрозаводск) — епископ Русской православной церкви, епископ Олонецкий и Петрозаводский.

## Биография
Родился в семье священника села Брейтова Мологского уезда Ярославской епархии. В 1881 году окончил Ярославскую духовную семинарию и поступил в Санкт-Петербургскую духовную академию.
4 (16) апреля 1884 года пострижен в монашество. 24 марта (5 апреля) 1885 года рукоположён во иеромонаха. В этом же году окончил Академию со степенью кандидата богословия и назначен преподавателем Литовской духовной семинарии.
В 1888 году назначен инспектором Тифлисской семинарии. С 1891 года — ректор Томской семинарии в сане архимандрита. Проявил себя как деятельный организатор, пастырь и проповедник.
Указом Священного Синода от 27 октября (8 ноября) 1897 года архимандрит Никанор был назначен епископом Киренским, викарием Иркутской епархии. Хиротонисан 7 декабря в Вознесенском монастыре в Иркутске. С 27 сентября (9 октября) 1898 года — епископ Якутский и Вилюйский.
С 17 (30) января 1905 года — епископ Пермский и Соликамский. С 28 ноября (11 декабря) 1908 года — епископ Олонецкий и Петрозаводский. При нём в епархии в 1911 году открылось Каргопольское викариатство. Был председателем особой комиссии при Св. Синоде для выработки правил перевозки св. икон по водным путям. В 1912 г. в Петрозаводске была построена церковь духовного училища во имя архангела Михаила и прочих Небесных сил и прп. Александра Свирского с прочими Олонецкими чудотворцами. Епископ установил празднование в ней Собора Олонецких чудотворцев в 1-е воскресенье после Покрова (1 октября ст. ст.), а написанную по его указаниям икону Олонецких преподобных благословил распространять в копиях по всей епархии.
Скончался 6 (19) ноября 1916 году в Петрозаводске после тяжёлой болезни, похоронен в ограде Святодуховского кафедрального собора за алтарём. На погребение епископа из Петрограда приехали архиепископ Финляндский и Выборгский Сергий (Страгородский) и епископ Гдовский Вениамин (Казанский).

## Награды
- Орден Святой Анны I и II степеней
- Орден Святого Владимира III степени
- медаль в память Александра III

### Комментарии
1. ↑  Согласно данным «Православной энциклопедии», Надеждин — ошибочное написание фамилии, ведущее своё начало от справочника Мануила (Лемешевского) «Русские православные иерархи периода с 1893 по 1965 годы (включительно)» и получившее повсеместное распространение с конца XX века[1].